# TUD Ganz-MÁVAG (RFFSA)
Os Trens Ganz-Mavag foram encomendados pela RFFSA entre 1970 e 1973 e foram distribuidos para os Estados do Rio de Janeiro, São Paulo e Rio Grande do Sul. Ao todo foram adquiridos 12 unidades, e foram inseridas no serviço em 1974.

## História

### Aquisição

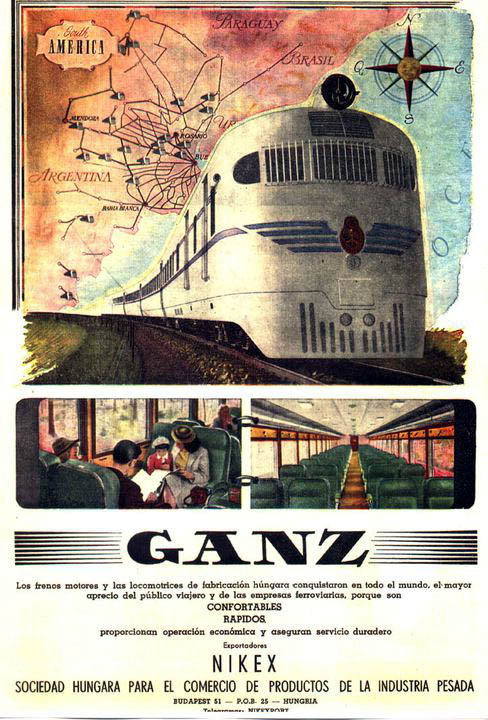
A Ganz atuava na América do Sul desde a Década de 1930.

Durante o processo de aquisição, a Rede Ferroviária Federal estudou ofertas de vários fabricantes, tendo concentrado maior atenção nos do Leste Europeu por uma questão de menor preço. Na década de 1960 o governo brasileiro incentivou a troca de commodities como café e soja por máquinas fabricadas no Leste Europeu. Em São Paulo, naquela época, o governo estadual adquiriu 83 locomotivas fabricadas na Alemanha Oriental para aproveitar um saldo comercial na exportação de café e soja para aquele país. 
A indústria húngara Ganz-MAVÁG possuía experiência na construção de trens diesel, incluindo um fornecimento de trens para a Argentina nos anos 1930, e a Rede Ferroviária Federal passou a negociar a aquisição de trens com essa empresa em meados de 1971, tendo assinado um contrato de aquisição. Apesar das especulações sobre a troca de café e soja pelos trens, a estatal brasileira pagou cerca de 8 milhões de dólares pelas composições por meio de financiamento.
Em janeiro de 1972 foi anunciada publicamente a aquisição de 12 trens de 4 carros na Hungria. A intenção da Rede Ferroviária Federal era empregar os novos trens nas rotas Rio São Paulo e Porto Alegre-Uruguaiana, esta última com uma intenção de se alcançar futuramente Buenos Aires.

### Projeto e fabricação
Para acelerar o desenvolvimento do novo trem, a Ganz-MAVÁG aproveitou o projeto do trem-unidade diesel fornecido em 1965 para a Ferrovia Nacional do Egito e adicionou pequenas alterações. A principal característica anunciada do novo trem era a capacidade de atingir 140 quilômetros por hora. A encomenda da Rede Ferroviária Federal era composta pelos seguintes carros:
- A – 12 carros - Motor - Cabine
- B – 12 carros - Reboque Buffet
- C – 12 carros - Reboque - Cabine

Os trens foram construídos em Budapeste entre 1972 e 1973, sendo embarcados para o Brasil em outubro de 1973 no navio “Lóide Nova Iorque”. Os dois primeiros trens chegaram ao Rio de Janeiro em 29 de outubro de 1973.

### Operação

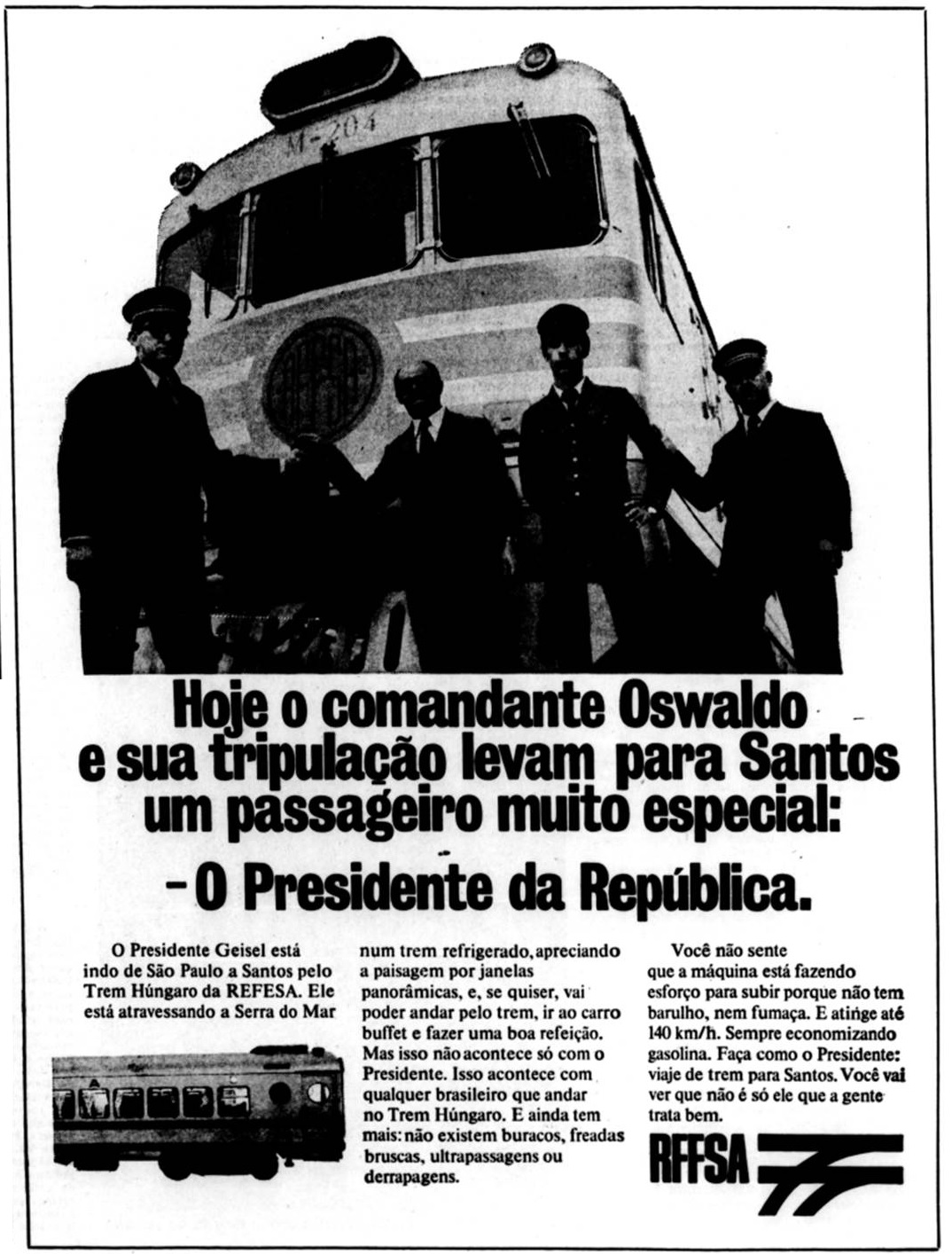
Anúncio publicitário sobre a introdução do Trem Húngaro na rota Santos- São Paulo, 1977.

Já batizados como "Trens Húngaros", os mesmos fizeram sua viagem inaugural em 1974, entre as estações de D.Pedro II e Japeri, com a presença de autoridades governamentais e da RFFSA, entre ambos estava o ministro dos transportes Mario Andreazza. Os carros-restaurante foram equipados com fornos micro-ondas da marca Phillips, sendo uma das primeiras aplicações desse equipamento no Brasil.
Em março os trens passaram a correr diariamente, saindo as 17:30 e meia e chegando as 23:37, no Rio e São Paulo.
Inicialmente era previsto que com a chegada das unidades, iriam ser substituidos as velhas automotrizes Budd, porém acabou não ocorrendo essa substituição, de modo que, em 1975, as opções de ramal em São Paulo eram estas:
- 8h10 — Automotriz Budd
- 11h30 — Santa Cruz diurno, conhecido como DP-1, com um par de FA-1
- 17h30 — "Trem Húngaro"
- 23h10 — Santa Cruz, com SD-38[1]

Os "Trens Húngaros" começaram a operar na linha Jundiaí a Santos em 1977, devido a problemas em sua linha original devido a constantes subidas que tinham no trecho, e os carros foram desenvolvidos para operarem em trechos planos.

### Retirada de Serviço (São Paulo)
Em meados de 1980 a RFFSA decide suspender as viagens do "Trem-Húngaro" por falta de peças, e  os poucos carros ainda operacionais foram transferidos para a Baixada Santista, onde foram aproveitadas pela Companhia Siderúgica Paulista, para transporte dos funcionarios entre a usina e Santos. Em São Paulo, foram retirados de serviço em 1987.

## Metrô de Teresina
O governo do Piauí resolveu por um serviço de transportes leves sobre trilhos (VLT), que no início seriam fornecidos as unidades pela Materfer da Argentina. Devido a falta de recursos financeiros, os carros restantes do "Trem Húngaro", que estavam parados em Porto Alegre, foram reformados pela empresa cearense Embrametra e transferidos para o Metrô de Teresina em 1991. Ambos devem ser substituidos com a chegada de novos trens.